# 皮茲尼基
50°14′51″N 32°59′31″E / 50.24750°N 32.99194°E
皮茲尼基（烏克蘭語：Пізники），是烏克蘭中部的村莊，隸屬波爾塔瓦州的盧布尼區。該村處於姆諾加河畔，距離喬爾努希和沃龍基1公里，海拔高度115米，2001年人口461。